# 塔德烏什·康維茨基
塔德烏什·康維茨基 （Tadeusz Konwicki）（1926年6月22日—2015年1月7日）波蘭作家和電影導演，波蘭語言委員會成員。

## 個人生平
塔德烏什·康維茨基作爲獨生子出生在今天屬於立陶宛新維爾紐斯，他幼年喪父，和大姨、大姨夫生活在一起。二戰之前，他在齊格蒙特·奧古斯特國王文理中學學習，二戰爆發後，他生活的地方先是被蘇聯占領，之後又被德國占領，作爲波蘭人所受的教育被迫中斷。
二戰期間，他除了堅持地下學習之外，還參加了支持波蘭倫敦流亡政府的波蘭家鄉軍，並參加了代號為“暴風雪行動”和“奥斯特拉布拉馬行動”的華沙起義。1944年10月華沙起義失敗後，他又加入了维托爾德·圖羅内克（Witold Turonek）領導的游擊隊，並一直活動到1945年4月底。
戰後，他先是去了克拉科夫，進入亞捷隆大學學習，并擔任了《復興》（波蘭語：Odrodzenie）周刊記者，1947年，他搬到華沙，並繼續為該周刊工作。1952年至1966年，他曾經是波蘭執政黨波蘭工人黨黨員，但後來康維茨基對共產政權的極度失望和不滿，因此受到了當局的冷落。

### 文學創作
1948年，他完成了游擊隊時代的回憶錄《Rojsty》，但是該書直到1956年才得以出版。他的文學處女作是《建設者》（波蘭語：Produkcyjniak）、1950年發表了《建築工地》（波蘭語：Przy budowie）、1954年發表了《權力》（波蘭語：Władza）、1956年發表了《來自被包圍的城市》（波蘭語：Z oblężonego miasta）受到了讀者們的歡迎。1959年，他又發表了《天空之洞》（波蘭語：Dziura w niebie），描述了童年和年輕時代近乎神話般的浪漫回憶故事。
1970年代末他分別寫作了兩部小説，《波蘭情節》（1977年）和《小啓示》（1979年）。這兩部小説都是由波蘭地下出版社出版，在人們當中廣爲流傳。後一部是辛辣諷刺小説，講述了一個窮困潦倒的作家被逼迫在華沙科學文化宮前面自焚的故事，1993年被法國電影導演科斯塔·加夫拉斯拍攝成喜劇片，據稱這部作品是奧威爾的模仿作品，故事提到了波蘭人雷沙德·西维茨和捷克斯洛伐克大學生揚·帕拉赫為抗議蘇聯入侵捷克斯洛伐克而自焚的歷史事件。

### 電影導演
在電影方面，1950年代末，他成爲卡德爾電影製作公司的負責人，他被公認爲波蘭電影流派的著名成員之一，但是當時他的作品所體現的晦澀風格並不爲當時的人們所接受。1958年他的電影作品《夏日最後的一天》在威尼斯電影節獲獎。之後，他又推出了電影《Zaduszki》（波蘭語：諸神之靈）、1962年的代表作《Salto》（波蘭語：薩爾托）、1973年的《Jak daleko stąd，jak blisko》（波蘭語：遠在天邊、近在眼前）以及根據1980年諾貝爾文學獎得主切斯瓦夫·米沃什的作品《伊薩山谷》（1982年）和亞當·密茨凯維奇的戲劇《先人們的前夜》（1989年）拍攝的電影。